# الجريدة (صحيفة جزائرية)
الجريدة أسبوعية جزائرية إخبارية تصدر باللغة العربية. يديرها مراد هجرسي.

## وصلات خارجية
- معلومات عن أسبوعية الجريدة من موقع بوابة الصحافة الجزائرية.
- الموقع الرسمي لأسبوعية الجريدة